# 보디가드 (1992년 영화)
《보디가드》(영어: The Bodyguard)는 미국에서 제작된 1992년 로맨틱 스릴러 드라마 영화이다. 믹 잭슨이 연출하고, 로런스 캐즈던이 각본을 담당하였다. 비밀경호국 출신 보디가드가 정체불명의 스토커로부터 유명한 배우 겸 가수를 보호하는 이야기이다. 케빈 코스트너가 주연을 맡는 한편 제작에도 참여하였으며, 공동 주연을 맡은 휘트니 휴스턴이 처음 출연한 영화이기도 하다. 캐즈던이 1970년대 중반 각본을 처음 완성했을 때에는 스티브 매퀸과 다이애나 로스를 염두에 두었다고 한다.
개봉년도 전체 흥행 2위를 차지했을 정도로 흥행에 크게 성공하였으나 각본과 배우들 연기를 중심으로 부정 평가를 받았다. 휴스턴이 녹음한 영화 사운드트랙은 역대 가장 많이 팔린 사운드트랙 음반으로, 전 세계에서 4,500만 장 이상이 팔렸으며, 1994년 제36회 그래미상에서 그해의 앨범상을 수상하였다. 또한 싱글곡 "I Have Nothing"과 "Run to You"가 1993년 제65회 아카데미상 주제가상 후보에 지명되었다.

## 줄거리
가수 겸 배우로 활동하며 아카데미상 후보에까지 오른 슈퍼스타 레이철 매런은 신원미상의 스토커로부터 살해 위협을 받고 있다. 탈의실에서 폭탄이 터지자 매니저 빌은 전문 경호원 프랭크를 고용한다.
프랭크는 전 비밀경호국(USSS) 요원으로, 지미 카터와 로널드 레이건 대통령 경호 책임자를 지낸 경력자이다. 프랭크는 본인 위기 상황을 전혀 파악하지 못한 레이철을 제멋대로인 디바로 여기고, 레이철은 프랭크를 편집증으로 취급하며 지나치게 광범위한 보호가 본인 일상을 침해한다고 항의한다. 기존 경호원 토니 역시 프랭크의 존재에 불만을 표한다. 그럼에도 두 사람은 조금씩 서로에게 이끌리고, 프랭크는 곤란한 일이 생기면 누르라며 비상 단추가 삽입된 십자가 브로치를 준다.
한 콘서트 현장에서 관객들이 난동을 부렸을 때 프랭크가 레이철을 구해주면서 두 사람은 가까워진다. 결국 프랭크와 레이철은 잠자리를 갖지만 프랭크는 레이철 보호에 집중하기 위해 다음날 이를 그만두자고 한다. 상처 받은 레이철은 프랭크가 취하는 보안 조치에 반항하고 프랭크가 질투하게 만들기 위해 마이애미 파티에서 마주친 프랭크의 전 USSS 동료 그레그를 유혹한다. 그러나 직후 스토커에게서 협박 전화가 걸려오자 레이철은 사태의 심각성을 깨닫는다.
프랭크, 레이철, 아들 플레처, 언니 니키, 운전수 헨리는 산속 호숫가에 위치한 프랭크 아버지의 오두막집으로 향한다. 다음날 플레처가 혼자 모터보트를 타는 걸 발견한 프랭크는 모터보트가 폭발하기 직전 플레처를 구출한다.
조카 플레처가 죽을 수도 있었다는 사실에 동요한 니키는 술에 취해 자신이 질투심에서 청부살인업자를 고용했지만 정체를 몰라 취소할 수도 없다고 고백한다. 또한 협박 편지는 청부살인업자 고용 전에 실제 스토커가 보내고 있던 것으로 자신과는 전혀 관계가 없으나 레이철을 죽이고 싶어하는 본인 속마음을 그대로 대변해주었다고 설명한다. 이때 누군가 어두운 집안에 들어와 니키를 쏘고 도망친다. 한편 스토커는 그날 체포되어 니키가 죽었을 당시엔 이미 구류 중이었다는 사실이 밝혀진다.
니키 장례식을 치르고 며칠 뒤 아카데미상 시상식이 열린다. 프랭크는 무대 뒤 각종 방송 기술 관련 문제로 레이철 관찰 보호에 어려움을 겪는다. 시상자로 나간 레이철은 관객 하나하나를 의심하다가 수상자 발표지가 스토커 협박 편지로 보이는 환영까지 겪은 끝에 갑작스레 무대에서 내려오고, 프랭크가 과보호로 자신을 정신이 이상해지게 만들었다고 비난한다.
프랭크는 청부살인업자가 다름 아닌 그레그이며, 시상식 사회자 경호원으로 가장해 잠입해있다는 걸 알게 된다. 레이철이 여우주연상 수상자로 발표돼 무대로 나가는 사이 프랭크는 그레그가 카메라로 위장한 총을 레이철에게 겨눈 모습을 포착한다. 프랭크는 무대 위로 달려나가 레이철 앞을 막아 대신 총알을 맞는다. 혼란스러운 틈을 타 그레그가 재차 레이철을 겨누지만 프랭크가 사살해 처리하고 곧 정신을 잃는다.
회복한 프랭크는 공항에서 레이철과 작별한다. 두 사람 모두 이 관계가 지속될 수 없다는 걸 잘 알고 있다. 막 이륙하려는 비행기를 멈춘 레이철은 비행기에서 내려 프랭크와 마지막으로 입을 맞춘다.
얼마 후 "I Will Always Love You"를 공연 중인 레이철 모습이 보인다. 그 시각 프랭크는 한 연례 만찬에서 새 경호 임무를 수행 중이다. 축도를 진행하는 장로교 목사는 일전에 프랭크가 레이철에게 주었던 비상 단추와 꼭 같은 모양의 십자가를 들어올린다.

## 출연
- 케빈 코스트너 - 프랭크 파머 역
- 휘트니 휴스턴 - 레이철 매런 역
- 게리 켐프 - 사이 스펙터 역
- 빌 코브스 - 빌 더베이니 역
- 랠프 웨이트 - 허브 파머 역
- 토머스 아라나 - 그레그 포트먼 역
- 미셸 러마 리처즈 - 니키 매런 역
- 마이크 스타 - 토니 스키펠리 역
- 제리 배먼 - 레이 코트 역
- 로버트 월 - 아카데미상 시상식 사회자 역
- 리처드 시프 - 스킵 토머스 역
- 데비 레이놀즈 - 본인 역
- 데이비드 포스터 - 아카데미상 시상식 지휘자 역

## 제작
광고 카피라이터였던 로런스 캐즈던은 1975년 구로사와 아키라의 《요짐보》(1961)에서 영감을 받아 스티브 매퀸을 남자 주인공으로 고려하며 각본을 썼다. 캐즈던은 급여를 받았다는 이유로 전혀 마음을 쓰지 않거나 심지어 부정적인 감정까지 느끼는 대상을 위해 목숨을 내놓는 사내는 대체 어떤 인물일까에 흥미를 느꼈다고 말했다.
2년 뒤 각본이 팔려 존 부어먼이 감독으로 내정되었으며 1978년 라이언 오닐과 다이애나 로스가 주인공으로 발탁되었다. 그러나 로스가 프로덕션에서 나오면서 영화는 개발 지옥 상태에 고착되고 말았다.
1981년 캐즈던이 연출 데뷔작 《보디 히트》로 성공을 거두면서 감독 물망에 올랐으나 캐즈던은 《새로운 탄생》(1983) 작업 쪽을 택하였다. 1985년 케빈 코스트너가 캐즈던이 연출한 《실버라도》를 찍던 중 우연히 각본을 읽고 열의를 보여 코스트너와 캐즈던이 함께 영화를 제작하기로 하였다.
1986년 12월 20일 휘트니 휴스턴이 클린트 이스트우드 상대역으로 영화계에 데뷔한다는 빌보드지 보도가 나왔다. 《언터처블》(1987)과 《로빈 후드: 도둑들의 왕자》(1991)로 업계에서 중요한 스타가 되면서 힘을 받은 코스트너가 개발을 추진했고, 1991년 4월 본인이 휴스턴 상대역으로 출연한다고 발표하였다.

## 기타 제작진
- 배역: 엘리자베스 루스티그
- 미술: 제프리 비크로프트
- 의상: 수전 니닌저

## 사운드트랙
사운드트랙 "The Bodyguard - Original Soundtrack Album"에는 휘트니 휴스턴 외에도 같은 애리스타 레코드 소속 음악가들인 케니 지, 리사 스탠스필드, 커티스 스타이거스, 더 솔 시스템 등이 참여하였다.
1994년 제36회 그래미상에서 그해(1993년)의 앨범상을 수상하였다.

## 성우진

### 대한민국
| KBS 녹음판은 1995년 9월 9일에 처음 방영되었다. - 양지운 - 프랭크 파머(케빈 코스트너) - 서혜정 - 레이철(휘트니 휴스턴) - 김현직 - 최흘 - 김규식 - 김환진 - 성병숙 - 이호인 - 김민석 - 문관일 - 송덕희 - 이재용 | SBS 녹음판은 2000년 12월 25일에 처음 방영되었다. - 양지운 - 프랭크 파머(케빈 코스트너) - 윤소라 - 레이철(휘트니 휴스턴) - 김병관 - 노민 - 유명숙 - 유해무 - 김준 - 이우신 - 오인성 - 우정신 - 이진홍 - 정승욱 |  |